# Гордеев, Борис Александрович
Горде́ев Борис Александрович (13 сентября 1903, Нижний Новгород — 7 мая 1943, Новосибирск) — советский архитектор.

## Биография
Родился 13 сентября 1903 года в семье бухгалтера.
В 1920 году окончил Медведниковскую гимназию в Москве.
В 1921 году поступил на фабричное отделение инженерно-строительного факультета Московского высшего технического училища (МВТУ), которое окончил в 1926 году. С 1926 года работал главным инженером Московского представительства Камско-Уральского бумажно-лесного треста. Участвовал в проектировании здания ЦАГИ, Тавдинской фабрики, здания МВТУ. В 1927 году его работы в числе других демонстрировались в Нью-Йорке на выставке современной архитектуры Machine Age.
В январе 1928 года был сослан в Новосибирск, где жил по улице Бурлинской, д. 29.
Работал архитектором. Виднейший представитель конструктивизма в новосибирской архитектуре. Проектировал (в соавторстве с другими архитекторами и инженерами) квартал жилых домов на Привокзальной площади (1929—1932), комплекс кооператива «Политкаторжанин» (1929—1932), жилой комплекс «Динамо» (1930—1932), спортивный комплекс «Динамо» (1930—1932), квартал кооператива «Кузбассуголь» (1931—1933), жилой комбинат НКВД (1931—1932), здание Крайисполкома (1931—1933), «Дом под часами» (так же известен как «Дом с часами») (1932—1934). Более поздние работы, такие как Дом артистов балета (1934—1938), выполнены в стилистике постконструктивизма.
В 1932 году — городской архитектор Новосибирска. С июня 1933 по 1939 год — главный архитектор конторы строительства Дома науки и культуры (современный Театр оперы и балета). Участвовал также в составлении и осуществлении проекта железнодорожного вокзала «Новосибирск-Главный» (1932—1938).
В 1935 году заболел туберкулезом. В 1939 году для лечения ему разрешают выехать в Москву. В 1941 году командирован в Красноярск на строительство номерных объектов. В 1943 в связи с обострением болезни переезжает в Новосибирск для лечения в эвакуированном Московском туберкулёзном институте.
Умер после продолжительной и тяжелой болезни в 15-й туберкулёзной больнице в Новосибирске. Похоронен на Заельцовском кладбище, точное местонахождение могилы не известно.